# Beppe Leoncini
Beppe Leoncini (Rocca San Casciano, 7 marzo 1952) è un batterista italiano, noto per essere batterista della Steve Rogers Band.

## Biografia
Romagnolo, Beppe Leoncini nasce a Rocca San Casciano (FC) nel 1952. Si avvicina alla musica all'età di sette anni quando entra a far parte della Banda del paese. A 12 anni, durante gli anni sessanta, inizia a suonare il basso e fonda il suo primo gruppo, I Calabroni, con cui partecipa e vince vari concorsi musicali tra cui il Festival Studentesco di Forlì. La passione per la batteria è sempre stata forte ed è proprio un incontro casuale con Armando Savini, autore del famoso brano Perché mi hai fatto innamorare e vincitore di Settevoci, programma condotto da Pippo Baudo, che lo porta alla scelta di cambiare strumento e di seguirlo per partecipare alla manifestazione canora Cantagiro.
A 16 anni entra per la prima volta in studio di registrazione a Milano e collabora con Pino Massara, arrangiatore del disco di Armando Savini e di un brano per un cantante francese, Evré Vilard. Sono proprio le prime esperienze in studio, la passione per l'atmosfera musicale degli anni sessanta ed il drumming di Ringo Starr che lo avvicinano definitivamente al nuovo strumento. Proprio durante il Cantagiro 1970, Junior Magli, che aveva già partecipato l'anno prima al Festival di Sanremo, si accorge di lui e lo chiama a suonare durante diversi concerti.
Nel 1971 entra a far parte dei Cliffters, gruppo rock progressive (la band aprì il concerto di Jimi Hendrix a Bologna). Il primo disco della band con titolo omonimo esce grazie anche alla collaborazione con Francesco De Gregori. Il tour per la promozione del nuovo album li porta a suonare in diversi locali in voga, quali il Piper Club, l'Altro Mondo, lo Yé Yé, la Bat Caverna, il Lido V2 ed alla partecipazione al festival pop di Villa Pamphili. La conferma del consolidato successo raggiunto dalla band arriva quando nel 1973 vengono scelti proprio i Cliffters per aprire il tour dei Van Der Graaf Generator.
Nel 1974 la sua collaborazione con la band si interrompe, chiamato per il servizio militare durante il quale viene scelto per far parte della Banda dell'Esercito. Finito di espletare i doveri nei confronti dello Stato Italiano fonda la Big Baboon Band di genere opposto a quello dei Cliffters: i ritmi sono quelli della disco dance, salsa e musica sudamericana. Il primo disco, prodotto da Gino Paoli contiene il singolo "Baboo Baboon" che conduce il gruppo al successo ed a vincere il primo Telegatto della carriera.
Nel 1976 lascia la band e si unisce agli Amici dell'Hobby, una band di Forlì; sempre sul genere musica da ballo, funky. A fine anni settanta entra a far parte della Simon Costa Band, con cui suona anche all'estero. Nella Simon Costa Band, per la prima volta, si ritrova a suonare con Claudio Golinelli.
Il 1980 lo vede totalmente impegnato in tour con Franco Simone in America del Sud.
Nello stesso periodo partecipa a varie trasmissioni televisive tra cui la serata finale del Festivalbar 1982 all'Arena di Verona, mentre nel 1983 inizia una nuova esperienza con l'occasione del tour mondiale di Albano e Romina Power.
Nel 1988 il bassista Claudio Golinelli lo chiama per entrare a far parte della Steve Rogers Band che dovrà accompagnare anche Vasco Rossi, ma per problemi interni tra Vasco ed alcuni componenti della band, si arriva alla rottura. La Steve continua da sola riscuotendo un buon successo. Alcuni dissapori tra i componenti della band creano un certo scompiglio generale che porterà alla conclusione di questa esperienza, che, con la produzione di Guido Elmi, si rivela comunque positiva grazie anche alle numerose collaborazioni. (Marco Conidi, Clara & the Black cars, Stefano Lumine, Proce Solieri, Valentina Gautier, Class.
Dopo lo scioglimento della band avvenuto nel 1991, si prende un piccolo periodo di riflessione prima di tornare sulla scena.
Viene contattato dai Vernice, con cui oltre al tour partecipa a diverse puntate del Festivalbar ed incide due dischi: Quando tramonta il sole (1994) e Vernice (1995). Nello stesso periodo partecipa all'incisione di un doppio cd contenente i migliori pezzi dei Beatles fedelmente riproposti.
Negli anni a venire continua a collaborare con diversi musicisti (Maurizio Solieri, Claudio Golinelli) e sposa con entusiasmo il progetto della Super Jam Band con cui incide nel 1999 il primo disco omonimo.
La collaborazione con Maurizio Solieri lo vede coinvolto nel progetto Proce Solieri, incide il disco Radio Show e partecipa ai concerti di promozione del disco.
Durante gli anni che seguono, collabora con diversi gruppi, i Fario, di genere jazz Rock, i Blue Jackets con Ricky Portera e partecipa alla registrazione di due brani per il disco di Galeazzo Frudua.
Da qualche anno partecipa attivamente al progetto Reunion Steve Rogers Band con cui ha inciso un disco live ed ai progetti Beatles e Rolling Stones ed Il Nostro Canto Libero, cover band di Lucio Battisti, con la quale ha inciso il disco Samsara componenti della band Aldo Tagliapietra delle Orme, Claudio Rudella e Cristian Pugliese.
Collabora anche con la Solieri Gang (ha suonato in alcuni brani nel primo disco da Solista di Maurizio Solieri), con i Cani Bagnati, con gli Scream e con i Sold Out, oltre a partecipare come ospite con cover di Vasco Rossi.

## Discografia con la Steve Rogers Band
- Steve Rogers Band - 1989
- Sono donne - 1990
- The Best - 1993
- ...Questa sera rock'n'roll (live) - 2006